# 仁雄会附属お茶の水湯島道場
仁雄会附属お茶の水湯島道場（じんゆうかいふぞくおちゃのみずゆしまどうじょう）とは、宮下宏紀が設立した躰道道場。略称：湯島道場。2010年に、東京都文京区の東京医科歯科大学の武道場を活動拠点として設立。文京区躰道協会、東京城北地区躰道協会所属。代表は宮下宏紀、副代表に堀内和一朗。
東京医科歯科大学躰道部卒業生の受け皿としての目的で設立されたため、約款の定めるところにより卒業生のみが正式な会員となることができる。活動場所、活動時間は東京医科歯科大学躰道部と同じくしており、躰道部の監督も兼ねる宮下宏紀らが部員指導を行いながら、練習を行っている。

## 主な所属選手
- 宮下宏紀
- 堀内和一朗
- 古山貴基